# 拼版
拼版是普通印刷品在印刷之前的最後一道工序，目的是爲了按照書籍刊物出版的具體要求，將數個已經完成排版的印刷內容在電腦軟件中拼接于同一特定紙張上，使印刷內容在後期裁剪中保持指定紙張尺寸或版式。
常用的拼版軟件有PREPS Imposition Software，Adobe公司的Adobe Acrobat也可以通過安裝插件Imposing Plus來完成拼版工作。